# Надьканіжа
На́дьканіжа (угор. Nagykanizsa, хорв. Kan(j)iža, Velika Kan(j)iža, нім. Großkirchen, Groß-Kanizsa, словен. Velika Kaniža, тур. Kanije) — місто в Угорщині, адміністративний центр медьє Зала. Важливий промисловий центр, залізничний вузол.

## Географія
Місто розташоване за 210 кілометрів на північний захід від Будапешта та за 40 кілометрів від південного краю озера Балатон. За 15 кілометрів від міста проходить кордон з Хорватією. Через місто протікає невелика річка Каніжа, притока Зали (басейн Балатону). 

### Клімат
Місто знаходиться у зоні, котра характеризується вологим континентальним кліматом з теплим літом. Найтепліший місяць — липень із середньою температурою 19.4 °C (67 °F). Найхолодніший місяць — січень, із середньою температурою -0.6 °С (31 °F).
| Клімат Надьканіжі       | Клімат Надьканіжі | Клімат Надьканіжі | Клімат Надьканіжі | Клімат Надьканіжі | Клімат Надьканіжі | Клімат Надьканіжі | Клімат Надьканіжі | Клімат Надьканіжі | Клімат Надьканіжі | Клімат Надьканіжі | Клімат Надьканіжі | Клімат Надьканіжі | Клімат Надьканіжі |
| Показник                | Січ.              | Лют.              | Бер.              | Квіт.             | Трав.             | Черв.             | Лип.              | Серп.             | Вер.              | Жовт.             | Лист.             | Груд.             | Рік               |
| Абсолютний максимум, °C | 16                | 18                | 25                | 27                | 30                | 32                | 35                | 35                | 30                | 25                | 19                | 18                | 35                |
| Середній максимум, °C   | 2                 | 4                 | 10                | 15                | 20                | 22                | 25                | 25                | 21                | 15                | 7                 | 3                 | 14                |
| Середня температура, °C | 0                 | 1                 | 6                 | 10                | 14                | 17                | 19                | 18                | 15                | 10                | 4                 | 1                 | 10                |
| Середній мінімум, °C    | −3                | −2                | 1                 | 4                 | 8                 | 12                | 13                | 13                | 10                | 5                 | 0                 | −1                | 5                 |
| Абсолютний мінімум, °C  | −23               | −25               | −19               | −3                | −2                | 2                 | 6                 | 2                 | −2                | −6                | −11               | −18               | −25               |
| Днів з опадами          | 13                | 13                | 13                | 13                | 13                | 13                | 11                | 10                | 9                 | 11                | 12                | 15                | 146               |
| Днів з дощем            | 6                 | 7                 | 11                | 13                | 13                | 13                | 11                | 10                | 9                 | 11                | 11                | 10                | 125               |
| Днів зі снігом          | 7                 | 7                 | 4                 | 1                 | 0                 | 0                 | 0                 | 0                 | 0                 | 0                 | 3                 | 5                 | 27                |
| ----------------------- | ----------------- | ----------------- | ----------------- | ----------------- | ----------------- | ----------------- | ----------------- | ----------------- | ----------------- | ----------------- | ----------------- | ----------------- | ----------------- |
| Джерело: Weatherbase    |                   |                   |                   |                   |                   |                   |                   |                   |                   |                   |                   |                   |                   |

## Історія
Назва «Каніжа» слов'янського походження, означає «княжий». Вперше це ім'я згадано в документах в 1245 році. У XIII столітті тут був побудований укріплений замок.
В 1571 році місто окуповане турками. В 1601 році австрійська армія зробила спробу відвоювати місто, однак півторамісячна облога не привела до успіху, турки відбили всі атаки. Звільнене місто було разом з рештою Угорщини в кінці XVII століття. Збезлюділа територію заселяли колоністи з Німеччини, Сербії та Хорватії, що призвело до мультиетнічного складу населення міста.
Після поразки турків Надьканіжа втратила своє військове значення, проте швидко почала розвиватися, як транспортний вузол на перетині торгових маршрутів, що з'єднують Адріатичне узбережжя з Будапештом і Віднем.
У 1765 році в місті відкрито школу піарів. У 1860 році через місто пройшла залізниця, яка пов'язала найбільший адріатичний порт Рієку з Будапештом і Віднем, що сприяло подальшому розвитку міста.
В кінці XIX століття також швидко розвивається промисловість — пивоваріння, переробка молока, інші напрямки харчової промисловості; а також виробництво виробів зі скла і банківська справа. У 1895 році відкрита економічна школа.
Перекроювання кордонів після першої світової війни завдало удару по ролі міста, як торгового центру. Пожвавити економіку міста допомогло виявлення в околицях родовищ нафти і газу, що швидко перетворило Надьканіжу в центр угорської нафтопереробної промисловості.
Після другої світової війни індустріалізація міста тривала. У 1965 році в місті побудована фабрика з виробництва електротоварів, у даний час — фабрика джерел світла компанії General Electric.

## Економіка
Основа економіки міста — харчова промисловість (борошномельні заводи), виробництво обладнання для нафтогазової промисловості. Одним з найбільших підприємств міста є завод General Electric, що виробляє джерела світла.

## Транспорт
Надьканіжа стоїть на автомобільній і залізничній магістралі Будапешт — Загреб, причому в Надьканіжі вони розходяться — автомобільне шосе йде на столицю Хорватії через Чаковець і Вараждин, а залізниця через Копривницю і Крижевці. Інші автомобільні дороги ведуть з Надьканіжи в Капошвар і Залаеґерсеґ. Час шляху на поїзді до Будапешта — 4 години.
За 30 кілометрів на північний схід від міста розташований міжнародний аеропорт Балатон-Шармелек.

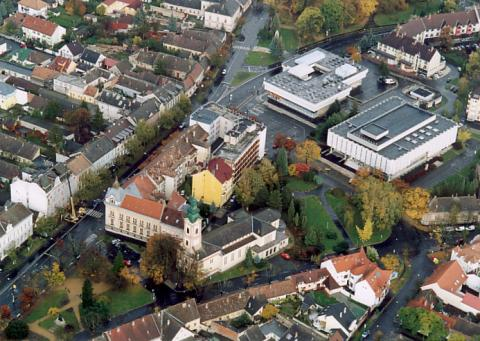
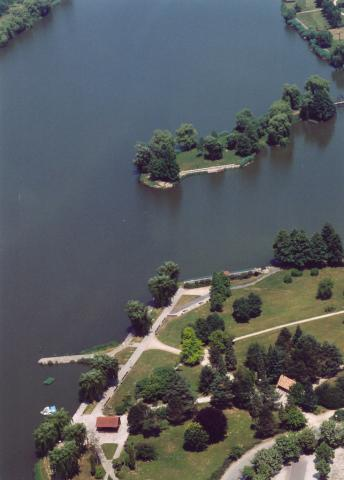
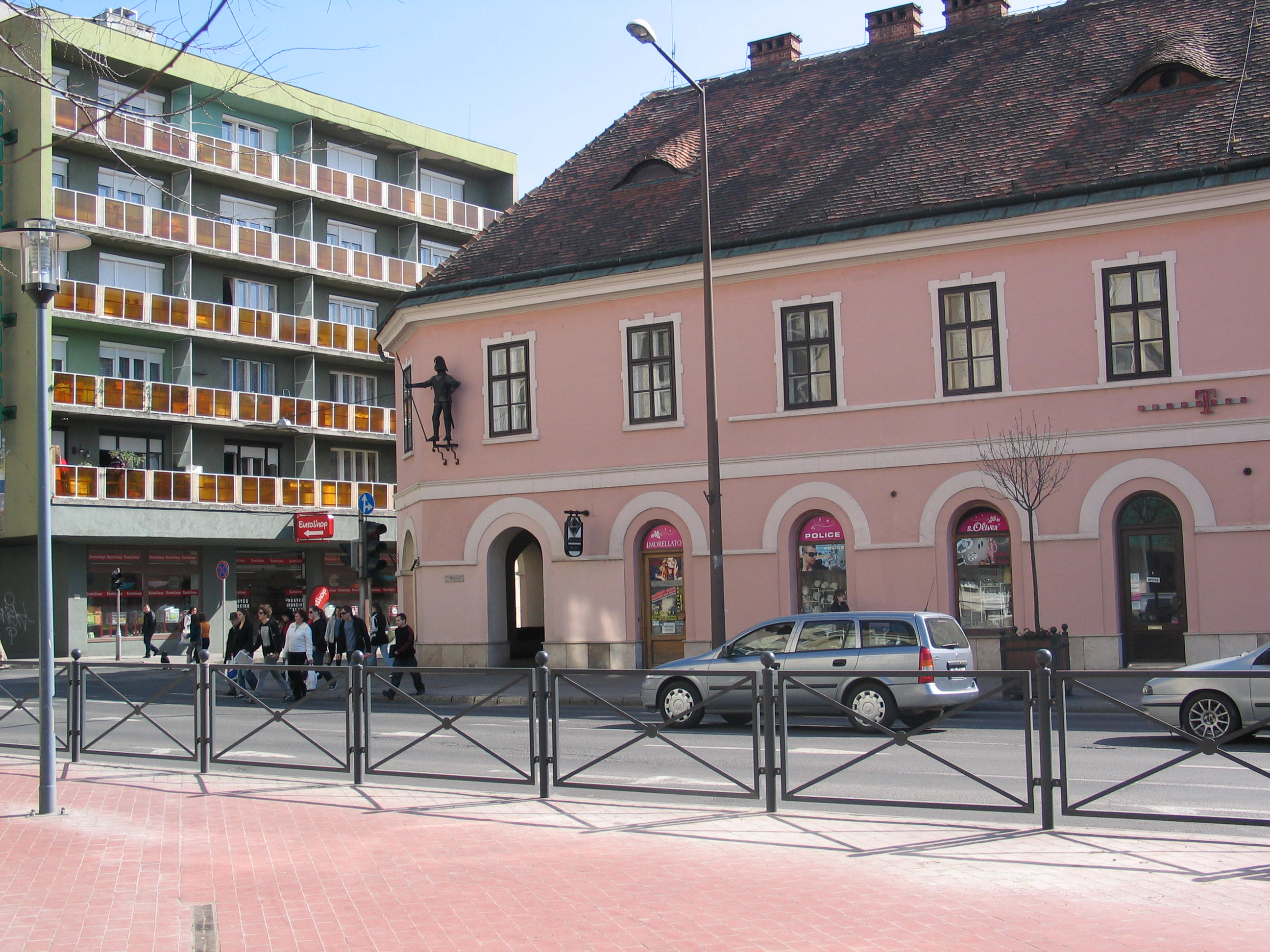

## Уродженці
- Жигмонд Кунфі (1879—1929) — угорський політик.

## Міста-побратими
- Пухгайм
- Акко
- Сало
- Чаковець
- Глайсдорф
- Казанлик
- Ковасна
- Тольятті
- Шицзячжуан